# Platanistoidea
Platanistoidea – nadrodzina ssaków z infrarządu zębowców (Odontoceti) w obrębie podrzędu waleni (Cetacea).

## Podział systematyczny
Do nadrodziny należy jedna współcześnie występująca rodzina:
- Platanistidae J.E. Gray, 1846 – suzowate

Opisano również rodziny wymarłe:
- Allodelphinidae Barnes, 2006
- Squalodelphinidae Dal Piaz, 1917

Rodzaje wymarłe nie sklasyfikowane w żadnej z powyższych rodzin:
- Aondelphis Viglino, Buono, Gutstein, Cozzuol & Cuitiño, 2018[6] – jedynym przedstawicielem był Aondelphis talen Viglino, Buono, Gutstein, Cozzuol & Cuitiño, 2018
- Awamokoa Tanaka & Fordyce, 2016[7] – jedynym przedstawicielem był Awamokoa tokarahi Tanaka & Fordyce, 2016
- Dolgopolis Viglino, Gaetán, Cuitiño & Buono, 2020[8] – jedynym przedstawicielem był Dolgopolis kinchikafiforo Viglino, Gaetán, Cuitiño & Buono, 2020
- Ensidelphis Bianucci, Muizon, Urbina & Lambert, 2020[9] – jedynym przedstawicielem był Ensidelphis riveroi Bianucci, Muizon, Urbina & Lambert, 2020
- Otekaikea Tanaka & Fordyce, 2014[10]
- Perditicetus Nelson & Uhen, 2020[11] – jedynym przedstawicielem był Perditicetus yaconensis Nelson & Uhen, 2020
- Urkudelphis Tanaka, Abella, Aguirre-Fernández, Gregori & Fordyce, 2017[12] – jedynym przedstawicielem był Urkudelphis chawpipacha Tanaka, Abella, Aguirre-Fernández, Gregori & Fordyce, 2017